# Elisabeth Polach
Elisabeth Polach (geboren 28. September 1902 in Brünn, Österreich-Ungarn; gestorben 29. Juni 1945 im KZ Bergen-Belsen) war ein Opfer des Holocaust.

## Leben
Elisabeth Adler wurde als Kind jüdischer Eltern in Brünn geboren. In Brünn verbrachte sie auch ihre Kindheit und Schulzeit. Nach der Gründung der Tschechoslowakei verdiente sie ihr Geld als Sekretärin. Mit 25 Jahren heiratete sie 1927 den Rechtsanwalt Hans Polach, der ebenfalls aus einer jüdischen Familie stammte. Sie zogen nach Prag, da Hans Polach dort ein attraktives Stellenangebot bekommen hatte. Im Jahr 1929 bekamen sie ihre Tochter Edith, genannt Dita.
Am 20. November 1942 wurden Hans und Elisabeth Polach mit ihrer 13-jährigen Tochter Dita nach Theresienstadt verschleppt, das zu der Zeit heillos überfüllt war. Polach musste mit ihrer Familie Theresienstadt am 18. Dezember 1943 verlassen. Nach der zwei Tage langen Fahrt kamen sie dann in Auschwitz an, wo sie in dem Theresienstädter Familienlager unterkamen. Die Zustände anfangs waren besser.
Die Häftlinge, die dort untergebracht waren, wurden besser behandelt, sie durften ihr Hab und Gut behalten, wurden nicht kahl geschoren, konnten Postkarten schreiben und Pakete bekommen. Das diente der Propaganda und sollte Gerüchten entgegenwirken, die in der Weltöffentlichkeit über die Vernichtung der Juden kursierten. Außerdem konnten die Häftlinge mit ihren Familien zusammen bleiben und hatten eine bessere Verpflegung. Im Juli 1944 wurden Elisabeth und Dita Polach nach Hamburg geschickt. Elisabeths Mann, Hans Polach, war zu diesem Zeitpunkt schon verstorben. Die 1000 Frauen wurden in dem KZ Neuengamme untergebracht, das sie zunächst in das Außenlager Dessauer Ufer in Hamburg einwies.

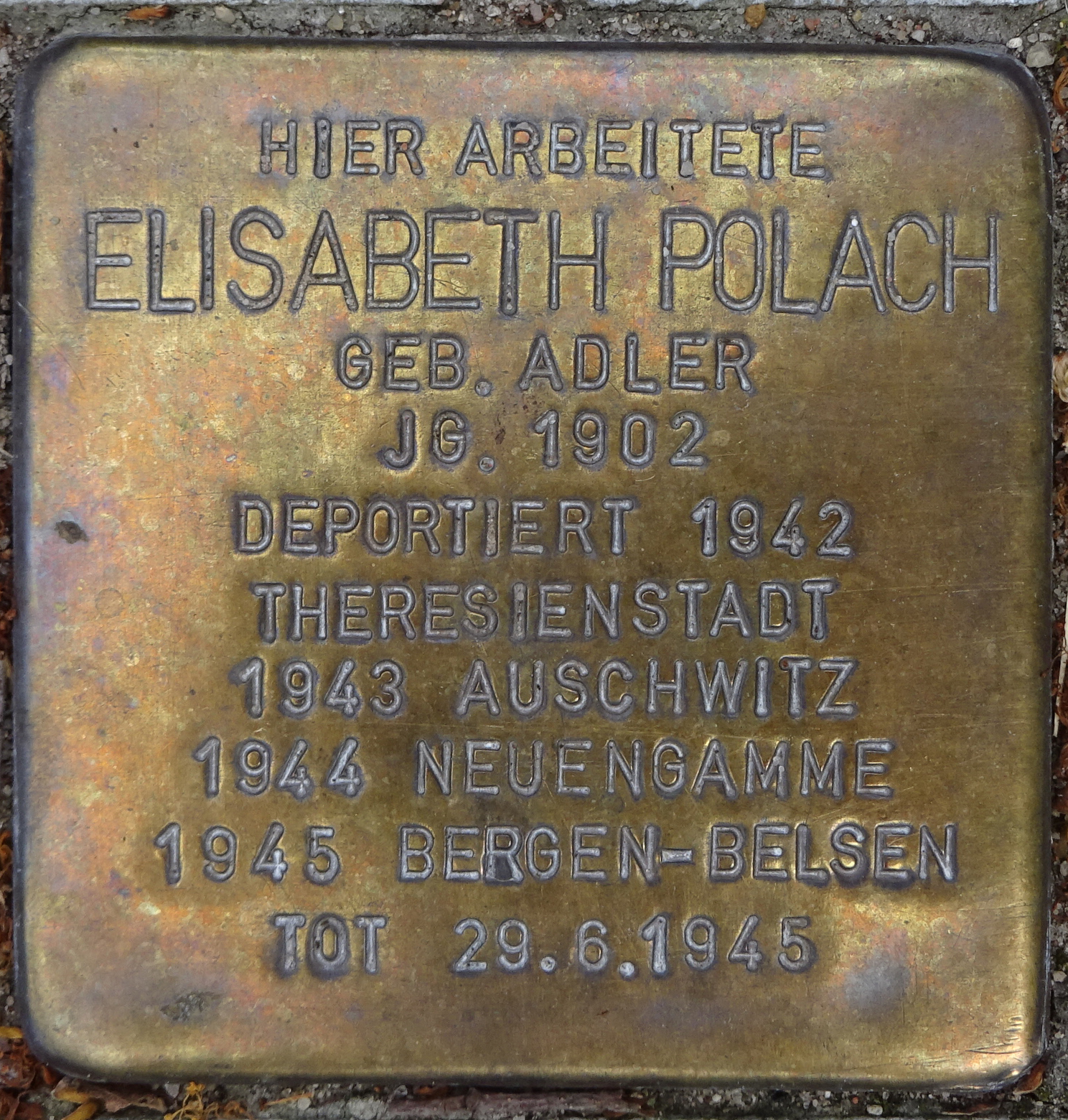
Stolperstein in Hamburg

Dort mussten die Frauen schwere Aufräumarbeiten verrichten. Sieben Wochen später kamen sie in das Außenlager am Falkenbergsweg in Neugraben. Sie wurden bei der Herstellung von Fertigbauteilen und beim Bau von Behelfsheimen eingesetzt. Gelegentlich mussten die Frauen auch in Harburg und Moorburg bei Trümmerbeseitigung oder auch beim Ausheben des Panzergrabens helfen. Elisabeth Polach und die anderen Frauen wurden am 8. Februar 1945 in das Außenlager Tiefsack verlegt und zwei Monate später im Zuge der Räumung des KZ Neuengamme und seiner Außenlager ins KZ Bergen-Belsen überführt. Eine Woche später erreichten britische Truppen dieses Lager. Sie setzten sofort einen Hilfsaktion für die Überlebenden in Kraft. Doch Elisabeth Polach war schon viel zu schwach und starb noch am 29. Juni 1945 im KZ-Bergen-Belsen im Alter von 42 Jahren. Dort wurde sie in einem Grab, das keinen Namen trägt, begraben.